# El Mas Blanc (l'Espluga Calba)
El Mas Blanc és una muntanya de 531 metres que es troba entre els municipis de l'Espluga Calba i de Vinaixa, a la comarca catalana de les Garrigues.